# Sarah Drew

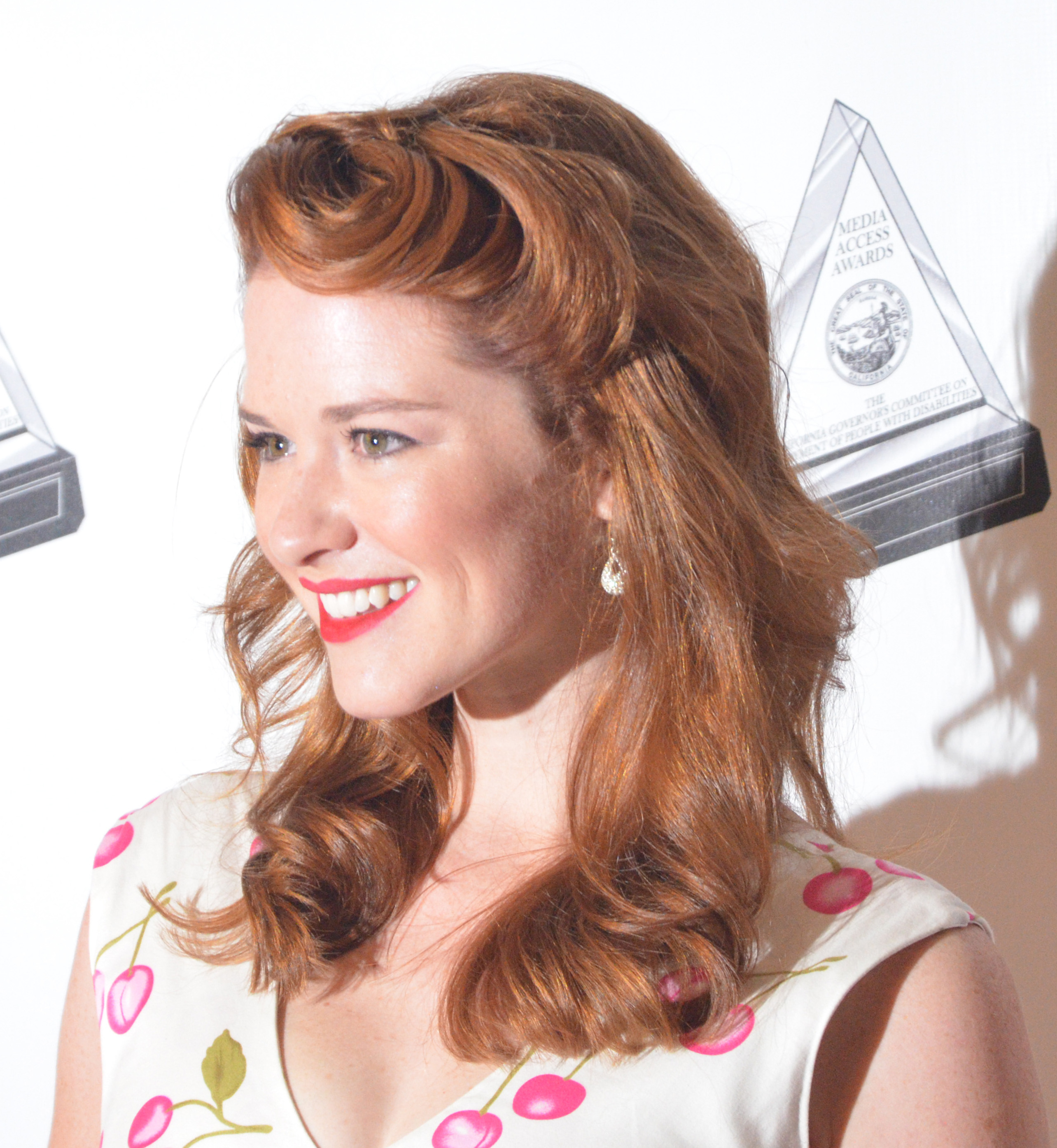
Sarah Drew (2012)

Sarah Drew (* 1. Oktober 1980 in Stony Brook, New York) ist eine US-amerikanische Schauspielerin.

## Jugend, Ausbildung, frühe Karriere
Drew wurde als Tochter eines Pastors und einer Biologielehrerin in Stony Brook geboren. Dort wuchs sie auch auf und besuchte die private christliche Stony Brook School. Bereits während ihrer Schulzeit begann sie sich für die Schauspielerei zu interessieren. Nach der Schule studierte sie Schauspiel an der University of Virginia und schloss ihr Studium 2002 mit einem Bachelor of Arts ab. Ihr professionelles Bühnendebüt erfolgte 2001 in Romeo und Julia am McCarter Theatre in Princeton, New Jersey und 2003 trat sie in Vincent in Brixton erstmals am Broadway auf und später auch am Londoner Westend.

## Karriere in Film und Fernsehen
Bekannt wurde sie durch ihre Rolle in Everwood als Hannah Rogers. 2002 beendete sie ihr Studium an der University of Virginia mit einem Abschluss im Theater. Von 2009 bis 2018 spielte sie die Rolle der Dr. April Kepner in der US-Krankenhausserie Grey’s Anatomy, aus der sie am Ende der 14. Staffel 2018 ausschied. In einer im Mai 2021 ausgestrahlten Episode der 17. Staffel kehrte sie für einen Gastauftritt im Zuge des Ausstiegs des Kollegen Jesse Williams für eine Folge als April Kepner zurück, ebenso im Staffelfinale der 18. Staffel.

## Privates
Sarah Drew ist die Großcousine von Benjamin McKenzie, welcher durch die Serie O.C., California bekannt wurde. Im Juni 2002 heiratete sie Peter Lanfner. Das Paar hat zwei Kinder, einen Sohn (* Januar 2012) und eine Tochter (* Dezember 2014).

## Filmografie (Auswahl)
- 2003: Sie nennen ihn Radio (Radio)
- 2004: Wonderfalls (Fernsehserie, Folge 1x03)
- 2004–2006: Everwood (Fernsehserie, 38 Folgen)
- 2006: Cold Case – Kein Opfer ist je vergessen (Cold Case, Fernsehserie, Folge 4x06)
- 2007: Law & Order: Special Victims Unit (Fernsehserie, Folge 8x18)
- 2008: Tics – Meine lästigen Begleiter (Front of the Class)
- 2008: Medium – Nichts bleibt verborgen (Medium, Fernsehserie, 2 Folgen)
- 2008: Wieners
- 2008: Privileged (Fernsehserie, Folge 1x09)
- 2008–2009: Mad Men (Fernsehserie, 4 Folgen)
- 2008–2009: Private Practice (Fernsehserie, 2 Folgen)
- 2009: Castle (Fernsehserie, Folge 1x02)
- 2009: Numbers – Die Logik des Verbrechens (NUMB3RS, Fernsehserie, Folge 5x23)
- 2009: Glee (Fernsehserie, Folge 1x10)
- 2009–2018, 2021–2022: Grey’s Anatomy (Fernsehserie, 195 Folgen)
- 2010: Supernatural (Fernsehserie, Folge 5x12)
- 2010: Miami Medical (Fernsehserie, Folge 1x03)
- 2014: Mom’s Night Out
- 2018: Was Gott zusammenfügt (Indivisible)
- 2018: Liebesbriefe zu Weihnachten (Christmas Pen Pals, Fernsehfilm)
- 2019: Twinkle All the Way (Fernsehfilm)
- 2020: Christmas in Vienna (Fernsehfilm)
- 2021: One Summer (Fernsehfilm)
- 2021: Cruel Summer (Fernsehserie, 6 Folgen)
- 2022: Stolen By Their Father (Fernsehfilm)
- 2022: Amber Brown (Fernsehserie, 11 Folgen)
- 2022: Reindeer Games (Fernsehfilm)
- 2023: How She Caught a Killer
- 2023: Guiding Emily (Fernsehfilm)
- 2023: Birthright Outlaw
- 2024: Branching Out (Fernsehfilm)